# Sala do Trono (álbum)
Sala do Trono é o sexto álbum de estúdio da cantora Elaine de Jesus, lançado em abril de 2006 e produzido por Rogério Vieira.
Por mesclar o pentecostal com o pop, causou estranheza aos ouvidos dos admiradores mais antigos da cantora. Mas, com o tempo, se tornou o favorito de muitos, sendo descrito pela crítica como "um álbum fora do tempo" por sua modernidade. 
Tanto a mixagem quanto a masterização foram realizadas em Nashville, Tennessee, ficando nas mãos de Steve Bishir e Ken Love, respectivamente. A cantora divulgou o álbum em importantes rádios norte-americanas durante o GMA Dove Awards, premiação internacional de música gospel realizada no Grand Ole Opry. 
Ganhou uma tiragem inicial de 100 mil unidades, recebendo um Disco de Platina por vender todas em poucos meses. 
Em 2011, a música "Autoridade Divina" integrou a coletânea Promessas Pentecostal lançada pela gravadora Som Livre em comemoração ao centenário do Movimento Pentecostal no Brasil. O comercial do álbum foi transmitido em rede nacional na Rede Globo de televisão. 
O encarte da obra foi destacado pela crítica especializada, ressaltando os detalhes metálicos na capa. 

## Faixas
1. Sala do Trono (Elizeu Gomes) - 6:32
2. Deixa Soprar o Vento (Elizeu Gomes) - 6:46
3. Insaciável Adoração (Elizeu Gomes) - 4:30
4. Ressuscitou (Clint Brown - Versão: Sandra Scaff) - 3:55
5. Terremoto de Glória (Moisés Cleyton) - 6:40
6. Deixa o Véu Descer (Glanz Keith Dubley e Stone Perry F. Jr. - Versão: Sandra Scaff) - 4:30
7. Há Uma Esperança (Elizeu Gomes) - 4:41
8. Ouvi Dizer (Elizeu Gomes) - 4:44
9. Ele Chegou (Moisés Cleyton) - 4:51
10. Autoridade Divina (Moisés Cleyton) - 4:55
11. Profetas de Deus (Marcelo Dias e Fabiana) - 5:44
12. Face a Face (Rogério Jr. e Elaine de Jesus) - 5:15
13. Vai Abalar (Nilton Cesar) - 4:01
14. Inundação de Glória (Elizeu Gomes) - 4:46

## Ficha Técnica
- Produção Executiva: Cristo Vencedor
- Direção Artística: Elaine de Jesus
- Produção Musical e Arranjos: Rogério Vieira
- Assistente de Produção: Daniele Peres
- Gravado no Yahoo Studios, RJ
- Back Vocal Gravado no Canal 52, SP
- Gravação de Voz no Adonai Studios, Boston
- Mixado no Oxford Sound, Nashville, TN
- Masterizado no MasterMix, Nashville, TN
- Fotos: Manoel Guimarães
- Projeto Gráfico: Digital Design

- Pianos (all Ivory Programmer): Rogério Vieira
- Keys, Virtual Synths and Loops Programmer: Rogério Vieira
- Bateria: Ramon Montanhaur
- Baixo: Marcos Natto
- Guitarras e Ac.Guitars: Serginho Knust
- Percussão: Zé Leal
- Acordeon: Eron Lima
- Trompete: Dum Dum
- Sax: Edésio Gomes
- Trombone: Seabra
- Back Vocal: Paulo César Baruk, Luciano Claw, Dany Grace, Rodrigo Mozart, Rodrigo Correa, Kelly Lopes, Luciano Araújo, Paula Freitas, Daiane Barbosa, Antônio Barbosa, Leila Francielle, Elis Silva, Danilo Oliveira, Rachel de Morais, Suelen de Jesus e Elaine de Jesus
- Hammond B3 Programmer: Rogério Vieira
- Orquestrações & Samplers Programmer: Rogério Vieira